# Blup Blup
Blup Blup est une île volcanique de la mer de Bismarck faisant partie des îles Schouten au nord-est de la Papouasie-Nouvelle-Guinée.
Elle est recouverte de forêts, mesure environ 3,5 km de large, et à son sommet (à 402 m) se trouve un cratère d'environ 800 m de diamètre.
La date de dernière éruption n'est pas connue, mais date probablement de moins de 10 000 ans.
Il existe un îlot au sud-ouest de l'île, appelé Mut Mut sur lequel se trouve un site géodésique.